# Ай Сюе
Ай Сюе (1227–1308) — державний діяч раннього періоду династії Юань.

## Життєпис
Достеменно походження невідомо: за різними версіями походив з Сирії та малоазійських володінь Візантійської імперії, Італії (Пізи або Риму). Відповідно міг бути греком, вірменином, сирійцем або італійцем. Народився у 1227 році. Здобув гарну освіту, отримавши знання з астрономії і медицини.
У віці близько 20 років за рекомендацією несторіанського ієрарха Раббанатой поступив на службу при дворі великого кагана Гуюка. Потім перейшов на службу до хана Хубілая.
У 1263 році Ай Сюе очолив Сі-юй і-яо си (Управління медицини західних країв) і Сі-юй сін-лі си (Управління астрономії західних країв). У 1273 році очолив об'єднане управління астрономії та медицини Гуан-хуей си. В подальшому це управління стала частиною Великої Палати Медицини. У 1276 році врятував військовика Баяна, проти якого інтригував сановник Ахмад Фанакаті.
1283 року став членом посольства (виконував обов'язки перекладача) до Держави Хулагуїдів, відвідавши двір Аргун-хана. Лише у 1285 році повернувся до Китаю. З 1287 року був очільником Мі-шу цзяня (Інспекції секретних записів, яка займалася зберігання старовинних текстів, мав, книг з натурфілософії), з 1289 року керував Чун-фу си (Управлінням шляхетного багатства, що опікувалася християнськими церквами і монастирями). Близько 1294 року увійшов до Академії Ханлінь зі ступіню сюе-ши чен-чжи. Того ж року стає членом Палати зі складання історії держави.
Зі сходження на трон Оладжейту-Темура втратив більшу частину своїх посад. Причиною цього було протистояння з мусульманськими сановниками, тоді як Ай Сюе намагався зміцнити несторіанську партію при імператорському дворі. Лише у 1303 році зумів повернутися до двору Оладжейту-Темура.
Зі сходжень на трон Хайсан-Хулуга призначено на посаду пін-чжан чжен-ши (чиновника в Головному імператорському секретаріаті), яка не була пов'язана з виконанням будь-яких конкретних службових обов'язків. 1307 року отримав посаду яо-шоу пін-чжан чжен-ши. Крім того, йому було даровано численні почесні титули.
Помер 1308 року. після цього його родині надано 400 лянів (15 кг) золота, 750 лянів (28 кг) срібла, 150 тис. паперовими грошима, багато коштовного каміння, золотого і нефритового начиння, розкішних шат, шапок з підвісками, парчевих одягу, білих коней. 1312 року отримав посмертний титул Фулінь-ван.

## Родина
Дружина — Сара (китайською Ша Ла)
Сини:
- Ілія, керівник астрономічної обсерваторії
- Денха, член Академії Ханлінь
- Іса
- Георгій
- Лука, член імператорської охорони
- Іван, палацовий вартовий

Донька:
- Анастасія